# Oglerio di Lucedio
Oglerio (Trino, 1136 – Lucedio, 10 settembre 1214) è stato un sacerdote e monaco italiano cistercense venerato come beato dalla Chiesa cattolica.

## Biografia
Nacque intorno all'anno 1136, probabilmente da famiglia benestante. Prese i voti nel 1153 e nel 1161 fu ordinato sacerdote. Nel 1205 fu nominato abate dell'abbazia cistercense di Santa Maria di Lucedio e fu seguace di San Bernardo di Chiaravalle. Egli volle che la Regola fosse osservata scrupolosamente dai monaci, con irreprensibile condotta e purezza di vita, obbedienza, fraterna carità e meditazione. 
Fece da mediatore e paciere in numerose controversie del suo tempo: a Tortona, Genova, Milano, Casale Monferrato e Vercelli. Ricoprì un ruolo importante nelle alterne vicende che videro interessata la città di Trino, che all'epoca era un'importante e contesa signoria. Morì nel 1214 e fu seppellito nel monastero di Lucedio. 
Di questo beato sono giunti fino a noi il Tractatus in laudibus Sanctae Dei Genitrix, un trattato mariano rivolto soprattutto alle monache, e un'Expositio super Evangelium in Coena Domini, raccolta di tredici omelie sull'Eucaristia, che traggono fondamento dai capitoli XIII - XV del Vangelo secondo Giovanni.

## Culto
L'iconografia del beato spesso cita l'episodio secondo cui avrebbe allontanato da una città ligure alcuni spiriti maligni; anche nel martirologio cistercense è ricordato come “terrore degli spiriti immondi”. 
Le reliquie del beato furono traslate nella chiesa parrocchiale di San Bartolomeo di Trino il 9 settembre 1792. Papa Pio IX ne confermò il culto l'8 aprile 1875.